# アレクシス・サンチェス
アレクシス・アレハンドロ・サンチェス・サンチェス（Alexis Alejandro Sánchez Sánchez、1988年12月19日 - ）は、チリ・アントファガスタ州トコピジャ県トコピジャ出身のサッカー選手。ウディネーゼ・カルチョ所属。チリ代表。ポジションはフォワード。
チリ代表の最多出場記録保持者であり、最多得点記録保持者でもある。

## 経歴

### クラブ
貧しい家庭に生まれ、練習後にスタジアムでアルバイトをして生計を助けた。15歳の時にチリの新興クラブCDコブレロアの下部組織に入団し、2005年に16歳でプロデビューをした。

#### ウディネーゼ
南米U-17選手権で活躍し、ビジャレアルCFやヴェルダー・ブレーメンなどの関心を引いたが、移籍金300万ドル（約3億円）でセリエAのウディネーゼ・カルチョが保有権を獲得した。直後にCSDコロコロにレンタルされ、同チームの2006年のコパ・スダメリカーナにおける準優勝に大きく貢献した。コロコロでの二回の優勝を経て、2007年夏にアルゼンチンの強豪CAリーベル・プレートへレンタルされ、同クラブにおいてもリーグ制覇を経験した。
2008年夏に保有権を持つウディネーゼに加入し、2008-09シーズンは主に3トップの右ウイングとして32試合に出場した。2009-10シーズンはシモーネ・ペペの控えとして過ごすことが多く、チームも残留争いに巻き込まれたが、残り7試合で4得点を挙げてセリエA残留に貢献した。2010年夏に就任したフランチェスコ・グイドリン監督はアレクシスのポジションをトップ下に移し、2011年2月27日のチッタ・ディ・パレルモ戦では1試合4得点の活躍で7-0とアウェーで大勝した。3月13日のカリアリ・カルチョ戦ではドリブルで70mを独走し、GKミカエル・アガッツィもかわしてゴールを決めた。2010-11シーズンには31試合で12得点の成績を残し、UEFAチャンピオンズリーグ出場権獲得に貢献するとともに、リーグ最優秀選手賞を受賞した。セリエAでは通算95試合に出場して20得点を記録した。

#### バルセロナ

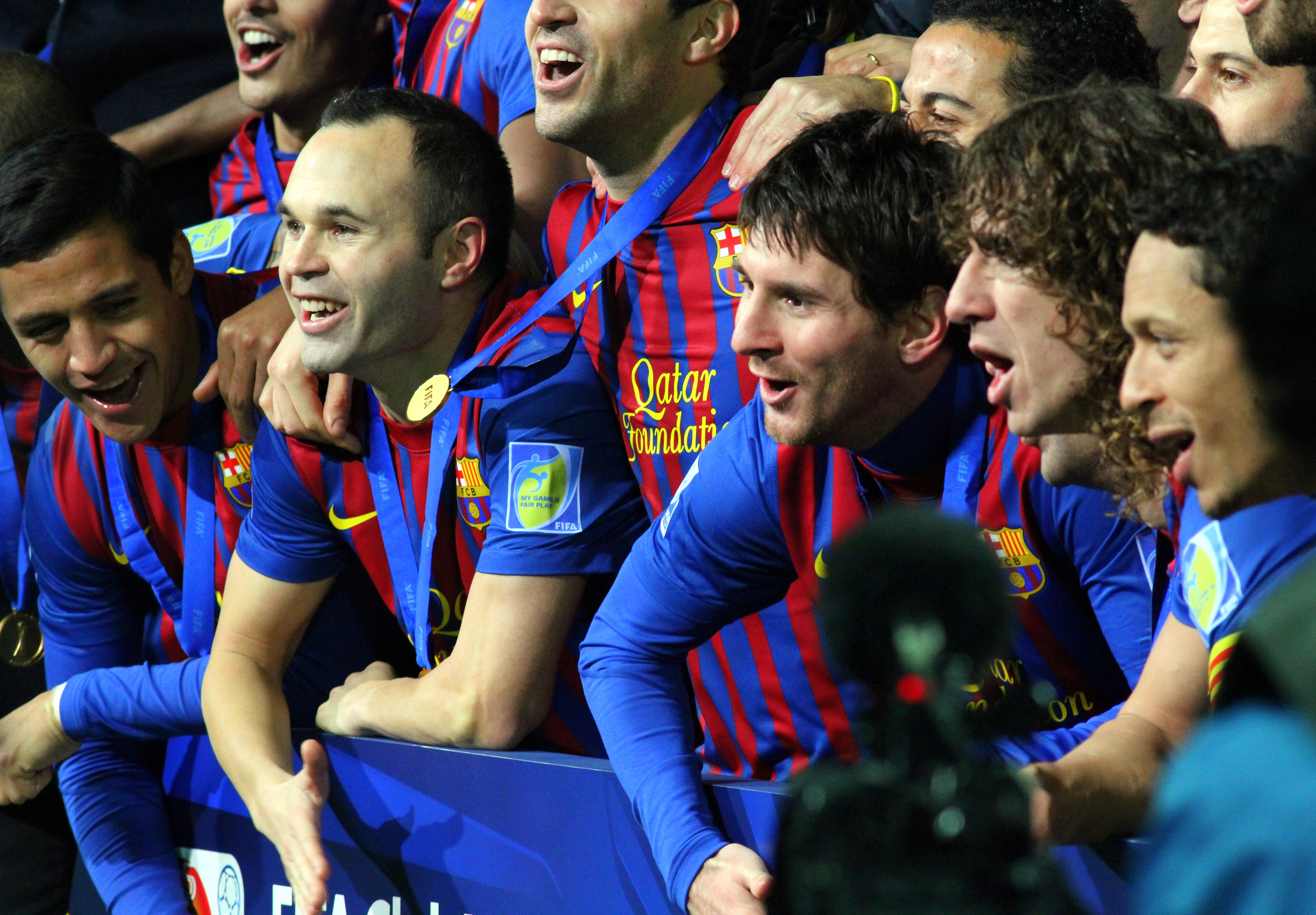
FIFAクラブワールドカップ2011決勝でのアレクシス・サンチェス（前列左端）

2011年7月にFCバルセロナと5年契約を結び、クラブ初のチリ人選手となった。移籍金は2600万ユーロ（約29億4000万円）であり、成績次第で1150万ユーロ（約13億円）が上乗せされる。8月15日に行われたスーペルコパ・デ・エスパーニャのレアル・マドリード戦1stレグでデビューし、8月26日に行われたUEFAスーパーカップのFCポルト戦には途中出場してタイトルを獲得した。8月29日、2011-12シーズン開幕戦のビジャレアルCF戦でリーグ戦デビューして移籍後初得点を挙げた。加入初年度の2011-12シーズンはアルゼンチン代表のリオネル・メッシらを擁する攻撃陣の中での厳しいポジション争いや怪我の影響もあり、レギュラーに定着することは出来なかったが、公式戦通算41試合に出場し15得点をあげた。
2年目の2012-13シーズンはティト・ビラノバ監督の指揮の下で挑んだが、シーズン前半は不調に陥り、2012年11月14日に行われたチリ代表対セルビア代表の親善試合に出場した際に右足首の外側側副靭帯を痛めた影響もあり、1か月近く欠場をすることになった。一方でシーズン後半に入ると復調を果たし国内リーグにおいて8得点を決めるなどの活躍をみせたが、それまでの期待を下回るパフォーマンスからイタリアのユヴェントス やインテル・ミラノへの移籍の可能性が報じられた。
3年目の2013-14シーズンはヘラルド・マルティーノ監督の下でコンスタントに出場機会を得ることになり、国内リーグ戦では2013年10月26日に行われたレアル・マドリードとのエル・クラシコでは相手キーパーのディエゴ・ロペスの頭上を越す技巧的なループシュートを決め、2014年1月5日に行われたエルチェCF戦でハットトリックを達成するなど34試合に出場し19得点をあげ、公式戦通算では54試合に出場し21得点をあげた。

#### アーセナル

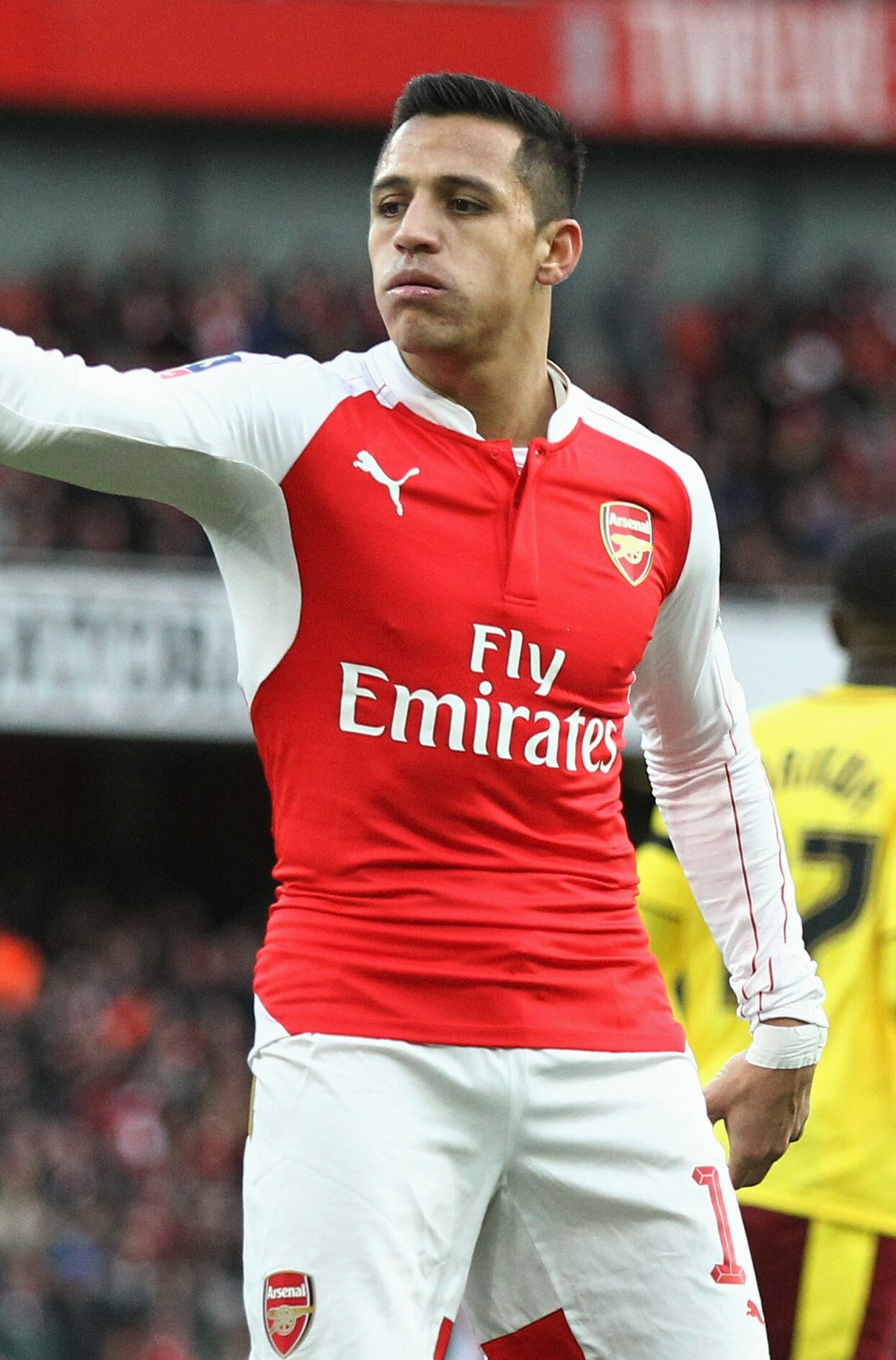
2016年のアレクシス・サンチェス

2014年7月10日、アーセナルに移籍した。移籍金は4400万ユーロ（約61億6000万円）前後と推定されている。背番号は17番。アーセナルのアーセン・ベンゲル監督は「アレクシスはファンタスティックな選手であり、これまで一流のパフォーマンスをコンスタントに披露し続けてきた。彼の加入によりチームの創造性は増し総合力は大きく高まることになる」と語った。
プレシーズンマッチのエミレーツ・カップで出場機会を得ると、同年8月10日に行われたFAコミュニティ・シールドのマンチェスター・シティ戦で先発出場し優勝に貢献した。同年8月16日に行われたクリスタル・パレス戦でプレミアリーグデビューを果たすと、前半のアディショナルタイムにローラン・コシールニーの同点ゴールをアシストし2-1の勝利に貢献した。2015年5月30日に行われたFAカップ決勝のアストン・ヴィラFC戦では40分にヘディングでセオ・ウォルコットの先制ゴールをアシスト、50分にはゴール前22メートルの位置からミドルシュートを決め、FAカップ優勝に貢献した。
2015-16シーズン、2015年9月26日のレスター・シティFC戦ではハットトリックを達成して、欧州4大リーグのうちの3つのリーグでハットトリックを達成した史上初の選手となった。
2016-17シーズンから、トマーシュ・ロシツキーの退団に伴い、背番号をかつてウディネーゼで着用しチリ代表で着用している7番に変更することが決定。2017年5月27日に行われたFAカップ決勝のチェルシーFC戦ではゴールを決め、チームのFAカップ獲得に貢献した。プレミアリーグではハリー・ケインやロメル・ルカクらと得点ランキングの上位争いを演じるも、得点王のタイトルを逃したが、ファン選出のプレミアリーグ2016-17シーズンのベストイレブンに選出された。

#### マンチェスター・ユナイテッド
2018年1月22日、ヘンリク・ムヒタリアンとのトレードでマンチェスター・ユナイテッドFCに移籍した。背番号はジョージ・ベスト、エリック・カントナ、デビッド・ベッカム、クリスティアーノ・ロナウドといった名手たちが背負った7番。しかしこれという活躍が出来ないまま、スールシャール監督就任後の2019年シーズンには半ば戦力外となった。

#### インテル
2019年8月29日、インテルナツィオナーレ・ミラノに1年間のローン移籍で加入した。第6節サンプドリア戦で移籍後初ゴールを決めるも、その後ダイブを取られイエローカードを受け、既に同試合でイエローカードを受けていたため、退場処分となってしまった。加入1年目の2019-20シーズンはリーグ戦22試合出場4ゴール8アシストの成績となった。シーズン終了後の2020年8月6日にインテルへの完全移籍が決まり、2023年までの契約を締結したことが発表された。
2022年、スーペルコッパ・イタリアーナでのユヴェントス戦では延長戦終了間際に決勝ゴールを決めて優勝した。
2022年8月8日、インテルとの契約を双方合意のもと解除した。

#### マルセイユ
2022年8月9日、オリンピック・マルセイユへ加入することで合意に達したことが発表された。メディカルチェックに合格し、10日に正式に加入した。背番号は70番。2022-23シーズンはリーグ戦35試合に出場し、14得点を記録した。
契約満了に伴いマルセイユは年俸30%アップの新契約を提示するもこのオファーを拒否した。

#### インテル復帰
2023年8月26日、インテルナツィオナーレ・ミラノに2シーズンぶりに復帰を果たした。背番号は70番。2023-24シーズンは、ラウタロ・マルティネスとマルクス・テュラムの控えとして途中出場が多く、リーグ戦23試合2ゴールを記録した。クラブとしては、セリエAとスーペルコッパ・イタリアーナのタイトルを獲得した。
2024年7月1日、契約満了に伴うインテルからの退団が発表された。

#### ウディネーゼ復帰
2024年8月10日、ウディネーゼ・カルチョに復帰した。契約期間は2年間。

### 代表

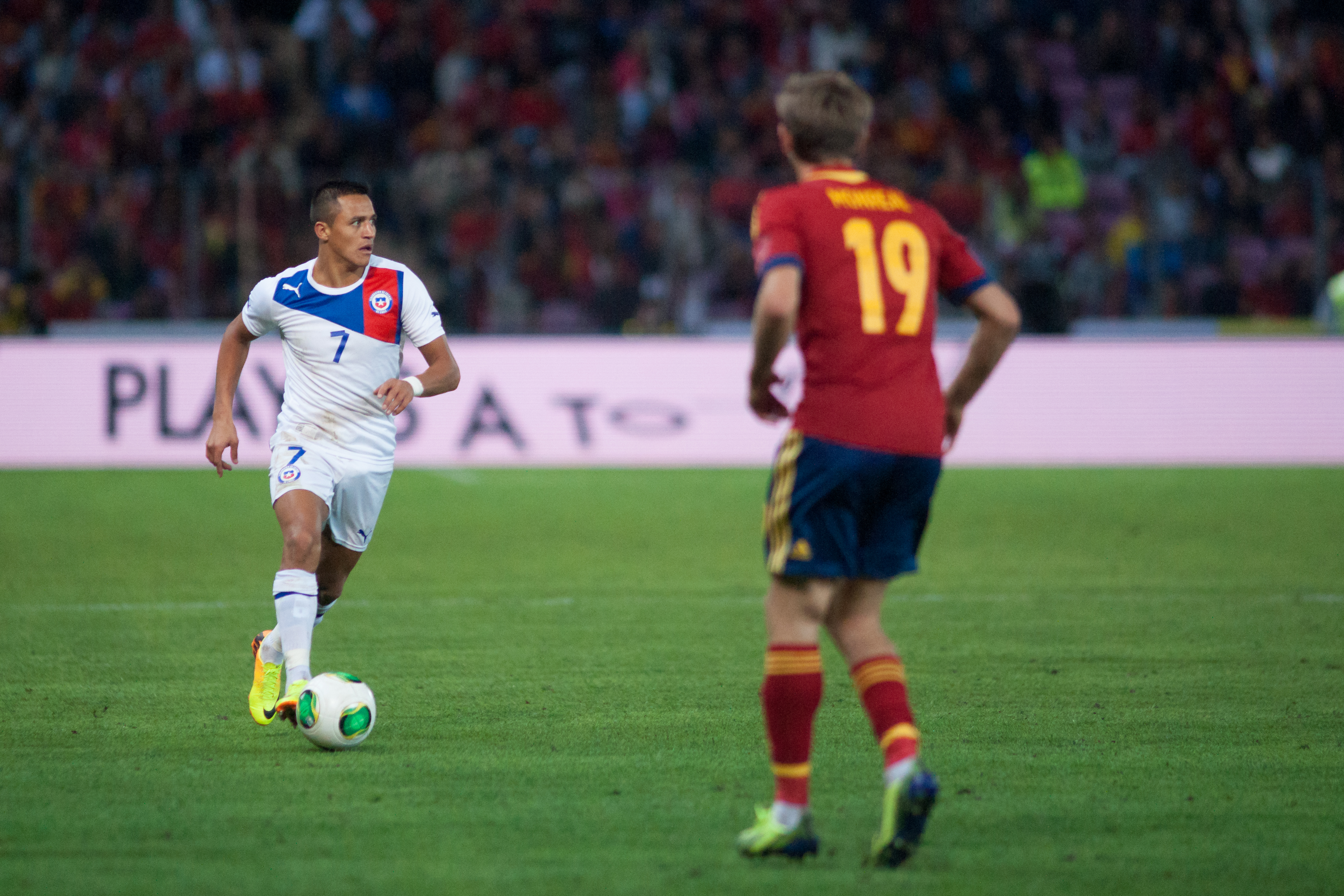
2013年9月10日に行われたスペイン代表戦でのアレクシス・サンチェス

2006年にチリ代表に初招集され、4月27日のニュージーランド代表戦でデビューした。FWの軸としてチリ代表攻撃陣を支える。2007年の南米ユース選手権のメンバーにもマウリシオ・イスラらと共に選出され、チームは4位となる。同年にカナダで開催されたFIFA U-20ワールドカップにも出場し、3位入賞を果たした。2010年にはFIFAワールドカップ・南アフリカ大会代表メンバーに選出され、全試合に出場。積極的な仕掛けを見せ、チームのグループリーグ突破に貢献した。2011年1月に出場したコパ・アメリカ2011では2試合でマン・オブ・ザ・マッチに選ばれた。
2014年にはFIFAワールドカップ・ブラジル大会の代表メンバーに選出され、グループリーグ初戦のオーストラリア代表戦では先制点を決める活躍を見せると、第2戦のスペイン代表戦でも2得点に絡む活躍を見せ決勝トーナメント進出に貢献した。決勝トーナメント1回戦のブラジル代表戦では相手守備陣の裏のスペースを狙った積極的な飛び出しから同点ゴールを決める活躍を見せたが、1-1の同点のまま決着がつかずに迎えたPK戦ではチリの2人目のキッカーとして登場するも相手GKのジュリオ・セーザルに阻まれ、最終的に2-3のスコアで敗れた。

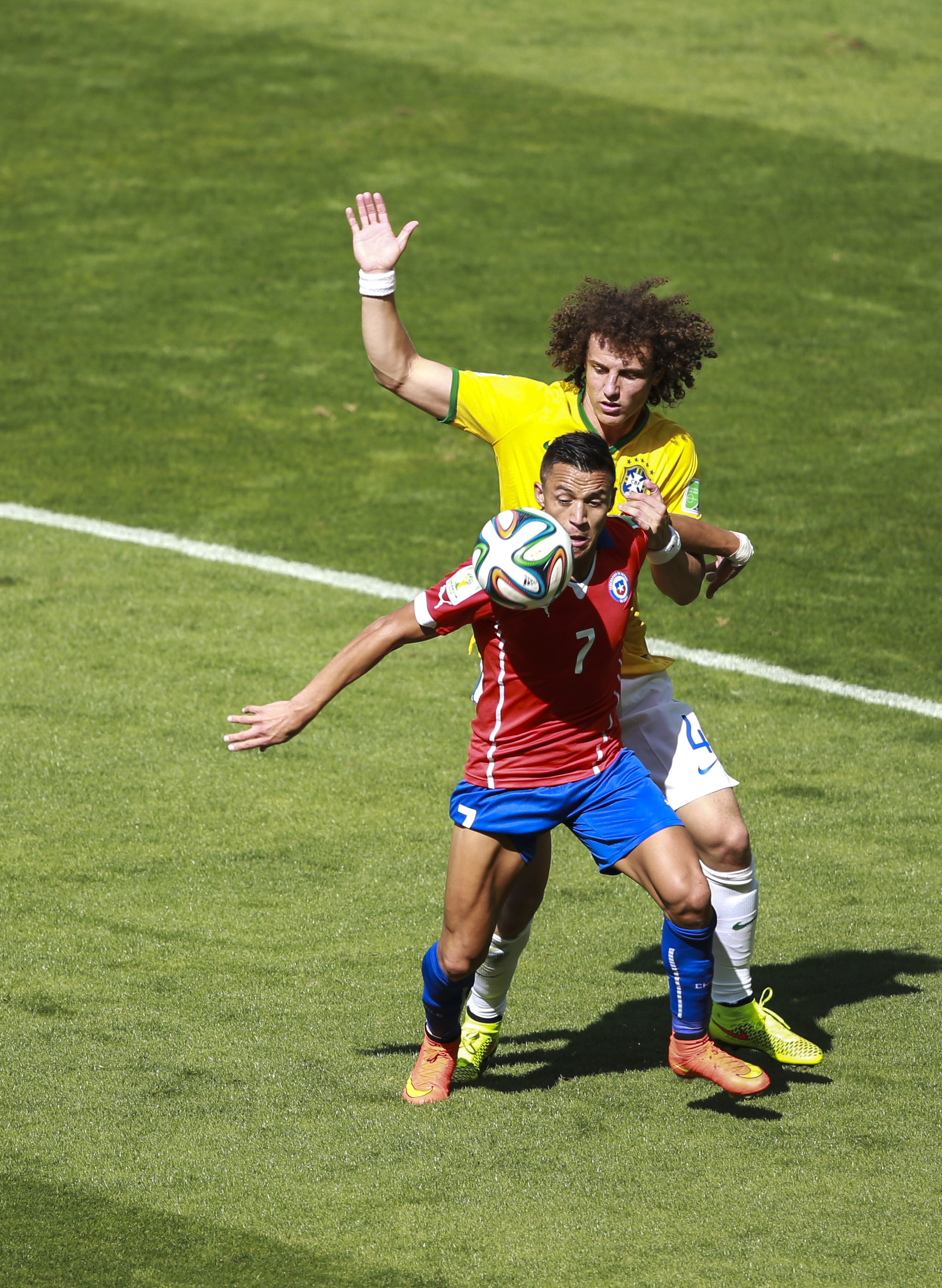
2014 FIFAワールドカップのブラジル代表戦で、ダヴィド・ルイスからマークを受けるアレクシス・サンチェス

2015年6月から7月にかけて、地元チリで開催されたコパ・アメリカ2015ではグループリーグのボリビア代表戦の1得点のみに終わったが、準決勝のパラグアイ代表戦ではエドゥアルド・バルガスの先制点をアシスト。決勝のアルゼンチン代表戦では0-0のスコアのまま延長戦でも決着がつかず、PK戦の4人目のキッカーを務めると、チップキックでゴールを決め、チリの大会初優勝に貢献した。
2016年6月にアメリカ合衆国で開催されたコパ・アメリカ・センテナリオでは、グループリーグのパナマ代表戦で2得点、準々決勝のメキシコ代表戦で1得点を記録。同年6月22日に行われた準決勝のコロンビア代表戦ではクラウディオ・ブラーボに次いで2人目の代表100キャップを達成、2大会連続の決勝進出に貢献した。決勝のアルゼンチン代表戦ではチームはPK戦の末に大会連覇を成し遂げたものの、サンチェス自身は延長戦で交代となったが、大会終了後にはチームへの貢献度の高さからゴールデンボール賞と大会ベストイレブンに選出された。
2017年3月28日に行われた2018 FIFAワールドカップ・南米予選のベネズエラ代表戦でゴールを決め、マルセロ・サラスの持つ代表歴代最多得点記録（37得点）に並んだ。
2017年6月、ロシアで開催されたFIFAコンフェデレーションズカップ2017では、グループリーグ第2戦のドイツ代表戦で開始6分に左足でゴールを記録、チリ代表での通算得点を38に伸ばし、サラスの記録を塗り替えた。準決勝のポルトガル代表戦ではPK戦の3人目のキッカーとしてシュートを決め、決勝進出に貢献。決勝ではドイツ代表に0-1で敗れたものの、大会MVPの次点に相当するシルバーボール賞を受賞した。

## プレースタイル
ストリートサッカーで培ったという鋭いドリブル突破とチャンスメイクを得意とし、時には難易度の高いトリッキーなシュートを決めることもある。右サイド、中央、左サイドと3つの攻撃的なポジションを務めることができるが、右サイドでのプレーを得意とする。最大の特徴であるスピードを生かし、タッチライン際に開いた位置からのカットインでバイタルエリア内へと切れ込みシュートへと持ち込むが、時にはパスの受け手となりゴール前へ飛び出し、スペースへと走り込みボールを受けチャンスメイクを行う。また、168センチメートルと小柄ながら身体能力も高く攻撃的なポジションながら、守備の際には相手の選手に対して積極的なプレッシングをかける。

## 個人成績

### クラブ成績
2024年7月7日現在
| 年度    | クラブ                       | リーグ                 | リーグ | リーグ | カップ | カップ | リーグカップ | リーグカップ | 国際大会注1 | 国際大会注1 | その他注2 | その他注2 | 合計 | 合計 |
| 年度    | クラブ                       | リーグ                 | 出場   | 得点   | 出場   | 得点   | 出場         | 得点         | 出場        | 得点        | 出場      | 得点      | 出場 | 得点 |
| ------- | ---------------------------- | ---------------------- | ------ | ------ | ------ | ------ | ------------ | ------------ | ----------- | ----------- | --------- | --------- | ---- | ---- |
| 2005    | コブレロア                   | プリメーラ             | 35     | 3      | -      | -      | -            | -            | 3           | 0           | –         | –         | 38   | 3    |
| 2006    | コブレロア                   | プリメーラ             | 12     | 6      | –      | –      | -            | -            | –           | –           | –         | –         | 12   | 6    |
| 小計    | 小計                         | 小計                   | 47     | 9      | –      | –      | –            | –            | 3           | 0           | –         | –         | 50   | 9    |
| 2006    | コロコロ                     | プリメーラ             | 18     | 4      | -      | -      | –            | –            | 9           | 1           | –         | –         | 27   | 5    |
| 2007    | コロコロ                     | プリメーラ             | 14     | 1      | -      | -      | –            | –            | 7           | 3           | –         | –         | 21   | 4    |
| 小計    | 小計                         | 小計                   | 32     | 5      | –      | –      | –            | –            | 16          | 4           | –         | –         | 48   | 9    |
| 2007–08 | リーベル・プレート           | プリメーラ             | 23     | 3      | -      | -      | –            | –            | 8           | 0           | –         | –         | 31   | 3    |
| 小計    | 小計                         | 小計                   | 23     | 4      | –      | –      | –            | –            | 8           | 0           | –         | –         | 31   | 3    |
| 2008–09 | ウディネーゼ                 | セリエA                | 32     | 3      | 2      | 0      | -            | -            | 9           | 0           | –         | –         | 43   | 3    |
| 2009–10 | ウディネーゼ                 | セリエA                | 32     | 5      | 4      | 1      | -            | -            | –           | –           | –         | –         | 36   | 6    |
| 2010–11 | ウディネーゼ                 | セリエA                | 31     | 12     | 2      | 0      | -            | -            | –           | –           | –         | –         | 33   | 12   |
| 小計    | 小計                         | 小計                   | 95     | 20     | 8      | 1      | –            | –            | 9           | 0           | –         | –         | 112  | 21   |
| 2011–12 | バルセロナ                   | リーガ・エスパニョーラ | 25     | 12     | 7      | 1      | -            | -            | 6           | 2           | 3         | 0         | 41   | 15   |
| 2012–13 | バルセロナ                   | リーガ・エスパニョーラ | 29     | 8      | 6      | 2      | -            | -            | 9           | 1           | 2         | 0         | 46   | 11   |
| 2013–14 | バルセロナ                   | リーガ・エスパニョーラ | 34     | 19     | 9      | 2      | -            | -            | 9           | 0           | 2         | 0         | 54   | 21   |
| 小計    | 小計                         | 小計                   | 88     | 39     | 22     | 5      | –            | –            | 24          | 3           | 7         | 0         | 141  | 47   |
| 2014–15 | アーセナル                   | プレミア               | 35     | 16     | 6      | 4      | 1            | 1            | 9           | 4           | 1         | 0         | 52   | 25   |
| 2015-16 | アーセナル                   | プレミア               | 30     | 13     | 3      | 1      | 1            | 0            | 7           | 3           | 0         | 0         | 41   | 17   |
| 2016-17 | アーセナル                   | プレミア               | 38     | 24     | 5      | 3      | 0            | 0            | 8           | 3           | 0         | 0         | 51   | 30   |
| 2017-18 | アーセナル                   | プレミア               | 19     | 7      | 0      | 0      | 2            | 0            | 1           | 1           | 0         | 0         | 22   | 8    |
| 小計    | 小計                         | 小計                   | 122    | 60     | 14     | 8      | 4            | 1            | 25          | 11          | 1         | 0         | 166  | 80   |
| 2017-18 | マンチェスター・ユナイテッド | プレミア               | 12     | 2      | 4      | 1      | -            | -            | 2           | 0           | -         | -         | 18   | 3    |
| 2018-19 | マンチェスター・ユナイテッド | プレミア               | 20     | 1      | 3      | 1      | 0            | 0            | 4           | 0           | -         | -         | 27   | 2    |
| 小計    | 小計                         | 小計                   | 32     | 3      | 7      | 2      | 0            | 0            | 6           | 0           | -         | -         | 45   | 5    |
| 2019–20 | インテル                     | セリエA                | 22     | 4      | 4      | 0      | -            | -            | 6           | 0           | -         | -         | 32   | 4    |
| 2020–21 | インテル                     | セリエA                | 30     | 7      | 3      | 0      | -            | -            | 5           | 0           | -         | -         | 38   | 7    |
| 2021–22 | インテル                     | セリエA                | 27     | 5      | 5      | 2      | -            | -            | 6           | 1           | 1         | 1         | 39   | 9    |
| 小計    | 小計                         | 小計                   | 79     | 16     | 12     | 2      | -            | -            | 17          | 1           | 1         | 1         | 109  | 20   |
| 2022-23 | マルセイユ                   | リーグ・アン           | 35     | 14     | 4      | 2      | -            | -            | 5           | 2           | -         | -         | 44   | 18   |
| 小計    | 小計                         | 小計                   | 35     | 14     | 4      | 2      | –            | –            | 5           | 2           | –         | –         | 44   | 18   |
| 2023-24 | インテル                     | セリエA                | 23     | 2      | 0      | 0      | -            | -            | 8           | 2           | -         | -         | 33   | 4    |
| 小計    | 小計                         | 小計                   | 23     | 2      | 0      | 0      | –            | –            | 8           | 2           | –         | –         | 33   | 4    |
| 総通算  | 総通算                       | 総通算                 | 576    | 175    | 67     | 20     | 4            | 1            | 121         | 23          | 9         | 1         | 779  | 220  |

注1コパ・リベルタドーレス、コパ・スダメリカーナ、UEFAチャンピオンズリーグを含む。
注2FIFAクラブワールドカップ、スーペルコパ・デ・エスパーニャ、FAコミュニティ・シールド、UEFAスーパーカップを含む。

## 代表歴

### 出場大会
- チリ代表
  - 2010 FIFAワールドカップ
  - 2014 FIFAワールドカップ

### 試合数
- 国際Aマッチ 159試合 50得点（2006年-）[69][2][68]

| チリ代表 | 国際Aマッチ | 国際Aマッチ |
| 年       | 出場        | 得点        |
| -------- | ----------- | ----------- |
| 2006     | 5           | 0           |
| 2007     | 4           | 1           |
| 2008     | 9           | 2           |
| 2009     | 9           | 5           |
| 2010     | 7           | 4           |
| 2011     | 11          | 2           |
| 2012     | 8           | 0           |
| 2013     | 11          | 8           |
| 2014     | 13          | 4           |
| 2015     | 14          | 5           |
| 2016     | 15          | 5           |
| 2017     | 13          | 3           |
| 2018     | 5           | 2           |
| 2019     | 8           | 2           |
| 2020     | 4           | 2           |
| 2021     | 8           | 2           |
| 2022     | 8           | 3           |
| 2023     | 7           | 1           |
| 2024     |             |             |
| 通算     | 159         | 50          |

### 得点
2022年4月12日現在
| #   | 開催日         | 開催地                                     | 対戦チーム       | スコア | 結果 | 試合概要                             |
| --- | -------------- | ------------------------------------------ | ---------------- | ------ | ---- | ------------------------------------ |
| 1.  | 2007年9月7日   | オーストリア、ウィーン                     | スイス           | 1–1    | 1–2  | 親善試合                             |
| 2.  | 2008年7月4日   | チリ、ランカグア                           | グアテマラ       | 1–0    | 2–0  | 親善試合                             |
| 3.  | 2008年7月4日   | チリ、ランカグア                           | グアテマラ       | 2–0    | 2–0  | 親善試合                             |
| 4.  | 2009年2月11日  | 南アフリカ、ポロクワネ                     | 南アフリカ共和国 | 2–0    | 2–0  | 親善試合                             |
| 5.  | 2009年3月28日  | ペルー、リマ                               | ペルー           | 1–0    | 3–1  | 2010 FIFAワールドカップ・南米予選    |
| 6.  | 2009年6月10日  | チリ、サンティアゴ                         | ボリビア         | 3–0    | 4–0  | 2010 FIFAワールドカップ・南米予選    |
| 7.  | 2009年6月10日  | チリ、サンティアゴ                         | ボリビア         | 4–0    | 4–0  | 2010 FIFAワールドカップ・南米予選    |
| 8.  | 2009年8月12日  | デンマーク、ブレンビー                     | デンマーク       | 2–1    | 2–1  | 親善試合                             |
| 9.  | 2010年5月26日  | チリ、カラマ                               | ザンビア         | 1–0    | 3–0  | 親善試合                             |
| 10. | 2010年5月26日  | チリ、カラマ                               | ザンビア         | 2–0    | 3–0  | 親善試合                             |
| 11. | 2010年5月30日  | チリ、コンセプシオン                       | イスラエル       | 2–0    | 3–0  | 親善試合                             |
| 12. | 2010年11月17日 | チリ、サンティアゴ                         | ウルグアイ       | 1–0    | 2–0  | 親善試合                             |
| 13. | 2011年6月19日  | チリ、サンティアゴ                         | エストニア       | 4–0    | 4–0  | 親善試合                             |
| 14. | 2011年7月8日   | アルゼンチン、メンドーサ                   | ウルグアイ       | 1–1    | 1–1  | コパ・アメリカ2011                   |
| 15. | 2013年6月11日  | チリ、サンティアゴ                         | ボリビア         | 2–0    | 3–1  | 2014 FIFAワールドカップ・南米予選    |
| 16. | 2013年8月14日  | デンマーク、ブレンビー                     | イラク           | 2–0    | 6–0  | 親善試合                             |
| 17. | 2013年8月14日  | デンマーク、ブレンビー                     | イラク           | 3–0    | 6–0  | 親善試合                             |
| 18. | 2013年10月11日 | コロンビア、バランキージャ                 | コロンビア       | 2–0    | 3–3  | 2014 FIFAワールドカップ・南米予選    |
| 19. | 2013年10月11日 | コロンビア、バランキージャ                 | コロンビア       | 3–0    | 3–3  | 2014 FIFAワールドカップ・南米予選    |
| 20. | 2013年10月15日 | チリ、サンティアゴ                         | エクアドル       | 1–0    | 2–1  | 2014 FIFAワールドカップ・南米予選    |
| 21. | 2013年11月15日 | イングランド、ロンドン                     | イングランド     | 1–0    | 2–0  | 親善試合                             |
| 22. | 2013年11月15日 | イングランド、ロンドン                     | イングランド     | 2–0    | 2–0  | 親善試合                             |
| 23. | 2014年6月13日  | ブラジル、クイアバ                         | オーストラリア   | 1–0    | 3–1  | 2014 FIFAワールドカップ              |
| 24. | 2014年6月28日  | ブラジル、ベロオリゾンテ                   | ブラジル         | 1–1    | 1–1  | 2014 FIFAワールドカップ              |
| 25. | 2014年11月14日 | チリ、アントファガスタ                     | ベネズエラ       | 1–0    | 5–0  | 親善試合                             |
| 26. | 2014年11月14日 | チリ、サンティアゴ                         | ウルグアイ       | 1–0    | 1–2  | 親善試合                             |
| 27. | 2015年6月19日  | チリ、サンティアゴ                         | ボリビア         | 2–0    | 5–0  | コパ・アメリカ2015                   |
| 28. | 2015年9月5日   | チリ、サンティアゴ                         | パラグアイ       | 3–2    | 3–2  | 親善試合                             |
| 29. | 2015年10月8日  | チリ、サンティアゴ                         | ブラジル         | 2–0    | 2–0  | 2018 FIFAワールドカップ・南米予選    |
| 30. | 2015年10月13日 | ペルー、リマ                               | ペルー           | 1–0    | 4–3  | 2018 FIFAワールドカップ・南米予選    |
| 31. | 2015年10月13日 | ペルー、リマ                               | ペルー           | 3–2    | 4–3  | 2018 FIFAワールドカップ・南米予選    |
| 32. | 2016年6月14日  | アメリカ、フィラデルフィア                 | パナマ           | 3–1    | 4–2  | コパ・アメリカ・センテナリオ         |
| 33. | 2016年6月14日  | アメリカ、フィラデルフィア                 | パナマ           | 4–2    | 4–2  | コパ・アメリカ・センテナリオ         |
| 34. | 2016年6月18日  | アメリカ、サンタクララ                     | メキシコ         | 3–0    | 7–0  | コパ・アメリカ・センテナリオ         |
| 35. | 2016年11月15日 | チリ、サンティアゴ                         | ウルグアイ       | 2–1    | 3–1  | 2018 FIFAワールドカップ・南米予選    |
| 36. | 2016年11月15日 | チリ、サンティアゴ                         | ウルグアイ       | 3–1    | 3–1  | 2018 FIFAワールドカップ・南米予選    |
| 37. | 2017年3月28日  | チリ、サンティアゴ                         | ベネズエラ       | 1–0    | 3–1  | 2018 FIFAワールドカップ・南米予選    |
| 38. | 2017年6月22日  | ロシア、カザン                             | ドイツ           | 1–0    | 1–1  | FIFAコンフェデレーションズカップ2017 |
| 39. | 2017年10月5日  | チリ、サンティアゴ                         | エクアドル       | 2–1    | 2–1  | 2018 FIFAワールドカップ・南米予選    |
| 40. | 2018年11月16日 | チリ、ランカグア                           | コスタリカ       | 2–3    | 2–3  | 親善試合                             |
| 41. | 2018年11月20日 | チリ、テムコ                               | ホンジュラス     | 3–1    | 4–1  | 親善試合                             |
| 42. | 2019年6月17日  | ブラジル、サンパウロ                       | 日本             | 3–0    | 4–0  | コパ・アメリカ2019                   |
| 43. | 2019年6月21日  | ブラジル、サルバドール                     | エクアドル       | 2–1    | 2–1  | コパ・アメリカ2019                   |
| 44. | 2020年10月8日  | ウルグアイ、モンテビデオ                   | ウルグアイ       | 1–1    | 1–2  | 2022 FIFAワールドカップ・南米予選    |
| 45. | 2020年10月13日 | チリ、サンティアゴ                         | コロンビア       | 2–1    | 2–2  | 2022 FIFAワールドカップ・南米予選    |
| 46. | 2021年6月3日   | アルゼンチン、サンティアゴ・デル・エステロ | アルゼンチン     | 1–1    | 1–1  | 2022 FIFAワールドカップ・南米予選    |
| 47. | 2021年11月11日 | パラグアイ、アスンシオン                   | パラグアイ       | 1–0    | 1–0  | 2022 FIFAワールドカップ・南米予選    |
| 48. | 2022年2月1日   | ボリビア、ラパス                           | ボリビア         | 1–0    | 3–2  | 2022 FIFAワールドカップ・南米予選    |
| 49. | 2022年2月1日   | ボリビア、ラパス                           | ボリビア         | 3–1    | 3–2  | 2022 FIFAワールドカップ・南米予選    |

## タイトル

### クラブ
コロコロ
- チリ・プリメーラ・ディビシオン 2回（2006後期、2007前期）

リーベル・プレート
- アルゼンチン・プリメーラ・ディビシオン 1回（2008後期）

バルセロナ
- プリメーラ・ディビシオン : 1回 (2012-13)
- コパ・デル・レイ : 1回 (2011-12)
- スーペルコパ・デ・エスパーニャ : 2回 (2011, 2013)
- UEFAスーパーカップ : 1回 (2011)
- FIFAクラブワールドカップ : 1回 (2011)

アーセナル
- FAカップ : 2回 (2014-15, 2016-17)
- FAコミュニティ・シールド : 3回 (2014, 2015, 2017)

インテル
- セリエA : 2回（2020-21, 2023-24）
- スーペルコッパ・イタリアーナ : 2回 (2022, 2024)
- コッパ・イタリア : 1回 (2021-22)

### 代表
チリ代表
- コパ・アメリカ : 2回 (2015、2016)

### 個人
- PFA年間ベストイレブン : 1回 (2014-15)
- コパ・アメリカ 最優秀選手 : 1回（2016）
- FIFAコンフェデレーションズカップ シルバーボール（2017）[61]